# Herrlichkeit Ter Leede
Die Herrlichkeit Ter Le(e)de, auch Van der Le(e)de, war eine holländische Hohe Herrlichkeit im Gebiet der heutigen Gemeinde Vijfheerenlanden. Die Herrlichkeit hatte zwischen den Jahren 1115/1118 und 1305 bestanden.

## Geschichte
Das Gebiet Van der Leede befand sich im Dreieck der Orte Leerbroek, Asperen und Heukelum mit den zentralen Punkten Leerdam und dem Fluss Linge. Als Bestandteil des Landes van Arkel wurde die Leede vom ersten Haus van Arkel regiert. Die Arkls konnten sich im Laufe der Jahre die herrlichen Rechte über Schoonhoven, diversen Länderen am Fluss Lek sowie das Landgut Krimpenerwaard aneignen. Diese neugewonnenen Gebiete standen aber anders als das Land van Arkel unter der Lehensherrschaft des Utrechter Domkapitels. Im Jahre 1115 (1118) gliederte Johan III. van Arkel für seinen Sohn Folpert van Arkel van der Leede die Herrlichkeit Ter Leede aus dem Land van Arkel aus. Die Heren van der Leede waren bemüht ihren Besitzstand zu halten und trugen diverse kleinere Konflikte gegen Gelderische Edelherren aus. Im Jahre 1304 verstarb mit Johan II. van der Leede der letzte Herr Ter Leede. Im Jahre 1305 erhielt Johan III. aus dem zweiten Haus die Herrlichkeit Ter Leede von der Grafschaft Holland zurück, die er hernach wieder in das Land van Arkel einverleibte.

## Herren Van der Leede
- Folpert van Arkel van der Leede 1115/18–1140
- Herbaren I. van der Leede 1140–1200
- Floris Herbaren van der Leede 1200–1207
  - Folpert II. van der Leede 1207–1212, als Regent
- Herbaren II. van der Leede van Arkel 1212–1234
- Johan I. van der Leede 1234–1255
  - Folpert van der Leede 1255–1284, als Regent
  - Pelgrim van der Leede 1255–1284, als Regent
- Johan II. van der Leede 1284–1304